# Ковалів Степан Михайлович
Ковалів Степан Михайлович (псевдоніми Стефан Ковалів, Дрозд, Дроздищин, Стефан П'ятка, Плескачка, Естко та ін.; 25 грудня 1848, Брониця — 26 квітня 1920, Борислав) — письменник і педагог, освітянський діяч, автор шкільних підручників, публіцист; займає чільне місце серед українських письменників останньої чверті XIX століття. Жив і працював в Бориславі.

## Життєпис
Народився у селі Брониця Дрогобицького району. Закінчив школу отців василіян у Дрогобичі і чотири класи реальної школи в Перемишлі. Не маючи матеріальної допомоги з дому, заробляв приватними уроками та участю в церковному хорі.
Закінчив Львівську учительську семінарію (1875). По закінченні вчителював на Львівщині, від 1879 — у місті Бориславі. Художні твори та статті друкував у «Літературно-науковому вістнику», у газетах «Батьківщина», «Буковина». Основна тема художніх творів — духовний світ соціально і національно скривджених селян, робітників і краса праведницького менталітету української людини. У художньому набутку С.Коваліва понад 100 оповідань і нарисів. Крім того, він є автором більше 40 педагогічних статей, виступів, методичних розробок, які й сьогодні мають неабияку педагогічну цінність.
Помер та похований у Борислав, на цвинтарі по вулиці Потік.

## Родина
Внук Степана Коваліва, Іван Ковалів був поетом, скрипалем і заснував музичний інститут ім. Миколи Лисенка в Торонто. Праправнук Коваліва — сучасний американський поет та прозаїк Юрій Лазірко.

## Творчість
Загалом з невідомих причин ім'я С.Коваліва не згадувалося викладачами тогочасних підручників, посібників історії української літератури — О.Дорошкевичем, П.Колесником, О.Огоновським, М.Сулимою, М.Рудницьким, В.Радзикевичем. Тільки у «Нарисі української літератури» В.Коряка (1929) знаходимо невеликий шкіц про С.Коваліва.
Після смерті С.Коваліва його твори тривалий час не перевидавалися, хоча у 1926 р. у Харківському видавництві «Рух» вийшла невелика збірка оповідань під назвою «Ройтів шиб». Після цього творчість письменника упродовж довгих років замовчувалася. Лише у 50-х рр. 20-го ст. прізвище С.Коваліва почало згадуватися принагідно у працях, присвячених творчості І.Франка, М.Черемшини, Л.Мартовича. Поет і літературознавець Олекса Засенко у монографії «М.Черемшина», висвітлюючи умови формування світогляду творчості митця, згадує при цьому й Коваліва: «Значного впливу І.Франка зазнали прозаїки і поети 80-90-х рр. — Н.Кобринська, С.Ковалів, У.Кравченко та інші».
У 1952 році Львівське книжково-журнальне видавництво видало «Вибрані оповідання» Степана Коваліва. Збірка складалася з 19 найкращих оповідань і новел письменника. До неї додано вступну статтю Василя Лесина й спогади про Стефана Коваліва, які належать його синові— Юліану Коваліву. У статті В. М. Лесина зауважується, що в окремих оповіданнях письменника «наявні сильні елементи натуралізму», що на його творах «позначились провінційна обмеження спостережень автора (Борислав та сусідні села)». Серед рецензентів цієї збірки можна назвати Д.Дереча, який у розвідці «Оповідання про минуле Галичини» пише: «Оповідання С.Коваліва допомагають нам уявити страшну капіталістичну дійсність, яка панувала колись на західних землях в Україні».
1958 року Державне видавництво в Києві видало «Твори» Коваліва в упорядкуванні В. М. Лесина та С. Дегтяря з їхньою передмовою, в якій творчість письменника трактується в ідеологічно— схоластичних вимірах. Все значення художнього набутку митця автори зуміли втиснути у такі рядки: «Західно-українські землі уже возз'єднані з Радянською Україною. Борислав став радянським… Твори І.Франка, С.Коваліва про старий Борислав допомагають зрозуміти велич і немеркнучу красу тих змін, що сталися в Бориславі в радянські дні». Більшість рецензентів погоджуються з такою загалом характеристикою творчості С.Коваліва, не залучаючи до аналізу ні нових творів письменника, ні нових здобутків передусім українського літературознавства.
Автори «Історії української літератури у 8 томах» (1967–1971) не залишають поза увагою постать С.Коваліва, щоправда, присвячуючи їй усього кілька сторінок, називають митця «талановитим письменником — демократом», а його творчість — «своєрідним додатком, доповненням до всього того, що геніально відобразив у своїх прозових творах автор циклу „Борислав“». Не заперечуючи учнівства С.Коваліва у «школі Франка», зауважуємо, що талан С.Коваліва хоч і не був таким могутнім і очевидним, як талант І.Франка, та все ж мав свою силу і неповторність, що й не дало йому загубитися серед незліченного потоку наслідувачів митця. Перейнявши літературний досвід Учителя, С.Ковалів творчо використав його у своїх художніх сполуках, продемонструвавши цим щасливу рису справжньої письменницької творчості, зарекомендувавши себе як художника, що вміє вчитися в інших, залишаючись при цьому самим собою.
У підручниках з історії української літератури 80-х рр ім'я С.Коваліва згадується лише в оглядових розділах, присвячених розробці робітничої теми в українській прозі, особливо тема праці і капіталу. У наші дні у розгляді спадщини письменника також не намітилися пожвавлення. Лише у 1998 р. до 150-річчя від дня народження С.Коваліва Р.Горак у Трускавці видав книгу «Стефан Ковалів», де є багато цікавих відомостей про Бориславський край, родовід Ковалівих, але у книзі превалюють історично-краєзнавчі матеріали, а літературна творчість митця майже вийшла з поля зору дослідника, а «цей феномен ще потребує свого детального вивчення та осмислення»,— погоджується Р.Горак.
Знаковою подією у дослідженні науково-педагогічних поглядів народного учителя став вихід у світ у 2007 р. монографії «Педагогічні погляди С. Коваліва» доцента кафедри педагогіки Дрогобицького державного педагогічного університету, кандидата педагогічних наук В. Ф. Гетьмана (1921—1997). Ця праця стала логічним завершенням глибокого вивчення педагогічної спадщини С. М. Коваліва, наслідком якого був успішний захист дисертації на здобуття наукового ступеня кандидата педагогічних наук. Василь Гетьман уперше проаналізував методи організації навчального процесу, психологічні погляди Вчителя, результатом яких стало стрімке зростання популярності у навколишній місцевості та суспільне визнання навчального закладу, очолюваного педагогом. В наш час, коли народна освіта переживає не найкращі часи, рівень підготовки учнів суттєво знизився, педагогічні погляди С. М. Коваліва заслуговують уваги земляків, спудеїв педагогічних університетів та працівників виконавчої влади, — зазначає В. Гетьман.

## Літературний стиль та новації

### Стефан Ковалів та Іван Франко
Іван Франко часто бував у Бориславі, заходив до С.Коваліва, удвох вони «гуляли» вулицями «галицької Каліфорнії», бачили нестерпні умови життя бориславських робітників, говорили про нужденне становище селян. А прийшовши додому, у кабінеті Стефана Михайловича продовжували розмову про літературу, теми і образи якої обертались навколо побаченого і почутого. У ті часи і бориславська, і дрогобицька землі були справжнім пеклом, від якого здригався кожен, хто навіть заради цікавості приїздив подивитися на ці «дива». Волею-неволею у це пекло потрапили І.Франко та С.Ковалів, котрі «хворіли» проблемами і нуждами цього краю і залишилися йому вірними до кінця свого життя. Своєрідним підтвердженням цього можуть бути й спогади Юліана Коваліва, сина письменника, який згадував, що батько «часто читав Іванові Яковичу свої твори, дуже переживав читане, давав окремі пояснення».
Ознайомлення зі світовою та українського класикою, пізнання динаміки художньої думки своїх попередників, передусім І.Франка, допомогло С.Коваліву виробити — відповідно до конкретного задуму і життєвого матеріалу — свої художні індивідуальні принципи. Не заперечення, відмова від попередніх традицій, а продовження й розвиток їх, оновлення структури в найбільш суттєвих її виявах (проблематика, жанр і стиль, типи героїв і конфліктів) стало прикметною рисою творчості галицького письменника. Тож не випадково, що в українській літературі першим в освоєнні бориславської теми сміливо пішов услід за Франком С.Ковалів. Саме він, не лякаючись осуду і цькування, творчо наслідуючи досвід свого вчителя, створив велику кількість творів про Борислав (більше двадцяти), які друкувалися в різних тогочасних часописах, а потім стали входити до складу окремих збірок («Дезертир і інші оповідання», 1899; «Громадські промисловці», 1899; «Риболови і інші оповідання», 1903; «Похресник і інші оповідання», 1909 тощо).
В.Лесин та С.Дігтяр відзначали, що «ніхто із українських письменників після І.Франка так широко не показав тих процесів, що разюче виявилися в II половині XIX ст. в Бориславі і навколишніх селах, як його учень С.Ковалів», акцентуючи лише на тематичному новаторстві бориславських творів митця. Ми зосередимо увагу на жанрово-стильовому оновленні цього темату, бо «нове», що вносять в літературу наші молоді письменники […] лежить не в темах, а в способі трактування тих тем, у літературній манері або докладніше в способі, як бачать і відчувають ті письменники життєві факти".
С.Ковалів, опрацьовуючи вслід за І.Франком найболючішу тему тогочасної дійсності, створив художні картини, які відрізняються і постановкою, і пошуками оригінальних рішень порушених проблем, і новими формами моделювання дійсності, і своєрідним авторським світосприйняттям.
І.Франко схвалив художній дебют початкуючого літератора, радо вітав появу нарисів та «інтересних ескізів про Борислав», назвав С.Коваліва «нашим звісним письменником». Він першим із галичан подав руку допомоги С.Коваліву, сприяв виданню його творів. Саме завдяки його увазі й турботам у 1899 році накладом «Українсько-руської видавничої спілки», одним із редакторів якої був І.Франко, вийшло дві збірки тоді ще малознаного письменника: «Дезертир і інші оповідання» та «Громадські промисловці».
І.Франко прихильно відгукувався також про педагогічну й культурно-громадську діяльність С.Коваліва, давав цінні поради, підказував теми статей, рецензій, запрошував його до участі у виданнях, які сам організовував, до співпраці в часописах. На шпальтах «Літературно-науковому вістника» (котрий редагував Іван Франко), який активно впливав на розвиток мистецько-естетичної думки тієї доби, було опубліковано багато художніх творів С.Коваліва, його дописів, статей. Все це окрилювало письменника, надихало на літературну працю, а Франкова критика, розумні поради й настанови йшли лише на користь.

### Оцінка Осипа Маковея
У 1900 р. на сторінках цього часопису з'являється стаття О.Маковея «С.Ковалів». Увага визнаного критика до письменника не була випадковою. Можна припустити, що за посередництвом І.Франка, О.Маковей у 1898 р. почав листуватися з С.Ковалівим, готувати матеріал до характеристики його життя і творчості (частина цих листів зберігається у відділі рукописів Інституту літератури ім. Т.Шевченка НАН України в архіві О.Маковея).
Для літературно-критичних розвідок О.Маковей щодо творчості С.Коваліва характерна орієнтація на біографічні дані митця. З цією метою він розшукує забутого «письменника одного закутка», збирає про нього відомості, що на той час було нелегкою справою («Ще ніде про житє і літературну діяльність Ковальова не писано: сам він так безнастанно занятий, що йому ніколи й пригадувати собі, що коли написав і де воно було печатане; до того ж він стілько несамолюбний, що й про своє житє — коли його спитати — скаже мало що»).
Доклавши чималих зусиль, О.Маковей врешті-решт написав ґрунтовну розвідку, в якій уперше познайомив читачів з біографією письменника, з його — повним поневірянь — дитинством, роками навчання і жахливими умовами його вчительської праці, особливо в центрі «галицької Каліфорнії» — в Бориславі. Дослідник вказав початок літературної діяльності С.Коваліва — 1881 рік, назвав псевдоніми письменника, щоправда, не розкриваючи їхнього значення: Дрозд, Дроздишин, Плескачка, С.П'ятка.
Зауважимо, що один з псевдонімів «розшифрував» значно пізніше Онофрій Іванович Солюк, старий ріпник, який довгий час працював інспектором в Озокеритнім промислі у Бориславі. Він згадував, що коли С.Ковалів на прохання І.Франка написав і опублікував кілька творів про Борислав, то вони настільки вразили місцевих можновладців своїм натуралізмом (а точніше — правдивим відтворенням тогочасного життя), що ті організували нагляд за письменником та сфабрикували «справу» про неблагодійність вчителя. І якби не втручання шкільного інспектора, який прибув на місце подій і провів серйозну розмову зі своїм підлеглим, що закінчилася присудом оштрафувати його на п'ять ринських (п'ятку) і вирахувати її із зарплатні (дуже мізерної на той час), то все могло б мати трагічніші наслідки. На згадку про ті події письменник прибрав собі псевдонім «П'ятка» і ще гостріше став виступати проти бориславського безладу.
О.Маковей, створюючи літературний портрет С.Коваліва (на основі двох збірок «Дезертир» та «Громадські промисловці», 1899), схвалив як позитивну його ознаку належність до школи і традицій реалізму. Виступаючи проти проявів протоколізму й сухої документальності в тогочасній прозі, О.Маковей дотримувався такої творчої вимоги — змальовувати правду життя художньо переконливо й психологічно достовірно. Таких же якостей він дошукувався і в творах Коваліва і, знайшовши їх, дав їм високу оцінку: «Спосіб, яким Ковалів описує бориславські відносини, зовсім об'єктивний. В описі його видно змаганє писати передовсім правду…».
Щодо художньої вправності С.Коваліва, то критик також висловив низку зауваг: «Але загалом, правда оповіджена звичайно просто і ясно, стилем таким, як би автор тілько з де — грубшого обтісав свій матеріал…», «оповідання Ковалева попри всю свою пластичність, мають на собі сліди скорої роботи…», що «потрібно більше зложеного стилістичного апарату…», що автор "у своїх оповіданнях «в глибоку психологію не вдавався…». Відсутність психологізму О.Маковей деякою мірою виправдовував зубожінням духовного світу і деморалізацією «Дрогобицьких Найд або Дувидів»: «…се душевне житє буває часом таке невиразне, що описувати його виразно, подавати психологічну студію, то значить: не подавати дійсної правди, тільки якусь психологічну спекуляцію».
Намагаючись дати об'єктивний аналіз творчості письменника, авторитетний критик не зміг уникнути стереотипності й схематизму, поверховості й спрощеності у потрактуванні творів С.Коваліва. Молодий літератор уже тоді намагався освічувати душі своїх героїв «магічною лампою психологізму» (І.Франко). Цього, на жаль, не помітив дослідник. Творів, у яких Ковалів виявив себе не лише уважним обсерватором людського життя, а й знавцем людської психології, О.Маковей ще не знав (хоч деякі вже й увійшли до складу аналізованих збірок, наприклад: «Олекса Щупак», «Дрогобицький Найда», «Безконечний швіндель»).
Незважаючи на деяку тенденційність, О.Маковей усе ж високо оцінив художні твори С.Коваліва, зарахувавши митця до групи галицьких письменників, в котрій бачив «Івана Франка, Василя Стефаника, Олексу Мартовича, Тимофія Бордуляка і Михайла Петрушевича, […] бо кождий з них — майстер у своїм роді…».

## Твори

### Прижиттєві видання
| - Спиритко Бруццак. Образок з життя народа. Львів, 1891 1. Дезертир 2. Безжурність 3. Олекса Щупак 4. Крашена господа 5. Завішане 6. Моя перша їзда силою пари 7. В зимівцї 8. Кого сеї неділі вибють? - Свояки. Образок з життя. Львів, 1893 - На вакаціях. Коломия, 1895 - Громадські промисловці. Оповідання. Львів, 1899 1. Громадські промисловці 2. Китайська яблінка 3. Дрогобицький Найда 4. Безконечний швіндель 5. Ройтів шиб 6. Наслідки непорадности 7. Рішуча хвиля 8. Спиритко Бруццак - Дезертир і інші оповідання. Львів, 1899 - Риболови і інші оповідання. Львів, 1903 1. Риболови 2. Совість 3. Конокради 4. З практичної школи 5. Чічі 6. Заміть 7. Шляхотська шапка 8. Здрячі 9. Котюзі по заслузї 10. Пригістник з Борислава - На прічках. Львів, 1906 - Похресник і інші оповідання. Львів, 1909 1. Мій похресник 2. Два днї в Івановій хатї 3. Андрій Кременяк 4. Суд 5. Свій по званю 6. Навправцї 7. Сільський лікар 8. Зваричі 9. Перемащений Петро 10. Дід Карита. 11. Полоханий Кальвін 12. Ян Кабатек 13. Поступ 14. Колядники 15. Добре заробив. 16. З кількох тисяч один. | - Оповідання, ч. 1—2. Коломия, 1910 Том перший. Чародійна скрипка 1. Чародійна скрипка 2. Калічка 3. Щастє і Нещастє 4. Неімовірна 5. Лїса 6. Срібний шелюжок 7. Несамовити\| пан 8. Грішники 9. Киселиця. 10. Світ учить розуму. Том другий. ПИСАНКА 1. Гриби 2. Суниці 3. Син Невимовного 4. Суєта про насущний. 5. Сліпий патрон 6. Полазники 7. Писанка 8. Паска 9. Незварені яблока 10. На вакаціях. - Оповідання для молодіжи, т. 3—4. Львів, 1911 Том третій. В останнїй лавцї 1. Американська крисаня 2. В остатнїй лавцї 3. Хрущі 4. Подарований кальош 5. Настунина пригода 6. На прічках 7. Лиходій з несвідомости 8. Означенє грама 9. Прогулька в верх 10. Грім 11. Кум з маленької хати 12. Паламарові бузьки 13. Куфа з араком 14. Загадки. - Мудрують люде. Коломия, 1911 - Образки з галицької Каліфорнії. Львів, 1913 - Ковалів С. Безконечний швіндель: оповідання / С. Ковалів ; з передм. А. Березинського. — Харків: Рух, 19–?. — 15, 1 с. [Архівовано 24 Вересня 2020 у Wayback Machine.] - Ковалів С. Галицька Каліфорнія: оповідання / Степан Ковалів ; за ред. і з передм. А. Березинського. — Харків: Рух, 19–?. — 226, 1 с., 1 арк. портр. [Архівовано 26 Вересня 2020 у Wayback Machine.] - Ковалів С. Ройтів шиб і інші оповідання / Степан Ковалів. — Київ: Рух, 1926. — 77, 3 с. [Архівовано 23 Січня 2021 у Wayback Machine.] - Вибрані оповідання / упорядк., вст. ст., поясн. слів В. Лесина; худ. оформл. Д. Гринця — Льв. : Книжк.-журн. вид-во — 248 с. - Твори / упорядк., підг. текстів, прим., словник В. Лесина, С. Дігтяра — К. : Держлітвидав України, 1958—722 с., 7 вкл. - Світ Учить Розуму: оповідання / упорядк., післям. В. Лесина; редаг., прим. І. Варченка; мал. Г. Гавриленка — К, : Дитвидав, 1960—172 с. - Оповідання; казки, листи: (з недрукованої спадщини) — Льв. : Кобзар, 2003—191 c. |

## Вшанування пам'яті
Іменем Стефана Коваліва у Бориславі названа вулиця та, від назви вулиці, новий міський мікрорайон.